# Diwo (wieś)
Diwo (ros. Диво) – wieś (ros. деревня, trb. dieriewnia) w zachodniej Rosji, w osiedlu wiejskim Titowszczinskoje rejonu diemidowskiego w obwodzie smoleńskim.

## Geografia
Miejscowość położona jest nad jeziorem Diwo, przy drodze regionalnej 66N-0505 (Diemidow – Chołm), 21,5 km od centrum administracyjnego osiedla wiejskiego (Titowszczina), 20,5 km od centrum administracyjnego rejonu (Diemidow), 48 km od stolicy obwodu (Smoleńsk), 50,5 km od granicy z Białorusią.
W granicach miejscowości znajdują się ulice: 1 Maja, Dacznaja, Drokowskaja, Duchowszczinskoje szosieje, Polewaja, Riecznaja, Riecznoj projezd, Sowchoznaja, projezd Wietieranow.

## Demografia
W 2010 r. miejscowość zamieszkiwały 63 osoby.

## Historia
W czasie II wojny światowej od lipca 1941 roku dieriewnia była okupowana przez hitlerowców. Wyzwolenie nastąpiło we wrześniu 1943 roku.
Na mocy uchwały z dnia 28 maja 2015 roku wszystkie miejscowości (w tym Diwo) zlikwidowanej jednostki administracyjnej Pieriesudowskoje weszły w skład osiedla wiejskiego Titowszczinskoje.